# Az év albán labdarúgója
Az év albán labdarúgója díjat minden évben a legjobb teljesítményt nyújtó albán labdarúgó kapja. A díjat először 1999-ben adták át és 2003 óta osztják ki folyamatosan. A győztest az albán labdarúgó-szövetség tagjai illetve az albán bajnokság csapatkapitányai és vezetőedzői választják meg.

## Győztesek
| Év   | Játékos         | Csapat              | Megjegyzés  |
| ---- | --------------- | ------------------- | ----------- |
| 1999 | Rudi Vata       | Energie Cottbus     |             |
| 2003 | Lorik Cana      | Paris Saint-Germain |             |
| 2004 | Fatmir Vata     | Arminia Bielefeld   | [ 1 ] [ 2 ] |
| 2006 | Nevil Dede      | Elbasani KF Tirana  | [ 3 ]       |
| 2009 | Elis Bakaj      | Dinamo Tirana       | [ 4 ]       |
| 2010 | Elis Bakaj      | Dinamo Tirana       | [ 4 ]       |
| 2011 | Armando Vajushi | KS Vllaznia Shkodër | [ 5 ]       |
| 2012 | Orges Shehi     | Skënderbeu Korçë    | [ 6 ]       |
| 2013 | Daniel Xhafaj   | Teuta Durrës        | [ 7 ]       |
| 2014 | Alban Hoxha     | Partizani Tirana    | [ 8 ]       |
| 2015 | Sabien Lilaj    | Skënderbeu Korçë    | [ 9 ]       |
| 2016 | Hamdi Salihi    | Skënderbeu Korçë    | [ 10 ]      |
| 2017 | Sabien Lilaj    | Skënderbeu Korçë    | [ 11 ]      |
| 2018 | Lorenc Trashi   | Partizani Tirana    | [ 12 ]      |